# Станіслав Тенчинський (львівський каштелян)
Станіслав Ґабрієль Тенчинський (27 березня 1514 — 5 грудня 1561) — польський шляхтич, граф Священної Римської імперії (з 1527 року), дипломат, урядник, магнат.

## Життєпис
Батько — Ян Ґабрієль Тенчинський, каштелян люблінський і войніцький, маршалок надвірний коронний, Сандомирський воєвода; староста белзький, люблінський, теребовлянський, мати — Доброхна з Сапігів.
Посади: львівський каштелян, сандомирський підкоморій, краківський воєвода, люблінський староста.
Дружина — Анна з Гловичина Богушівна (донька Богуша Михайла Боговитиновича?). Діти:
- Катажина[be] (ok. 1544, Mip — 19.III.1592) — дружина князів Юрія Юрійовича Слуцького, К. М. Радзивілла. У каплиці костелу єзуїтів у Любліні, яку фундувала, поховали її першого чоловіка;
- Ян Баптист — белзький воєвода.